# Kasato Maru
Kasato Maru (en japonés: 笠戸丸, Kasato Maru?), fue el barco que, en 1908, llevó al primer grupo de  inmigrantes japoneses a Brasil, según el acuerdo establecido con Japón.

## Historia

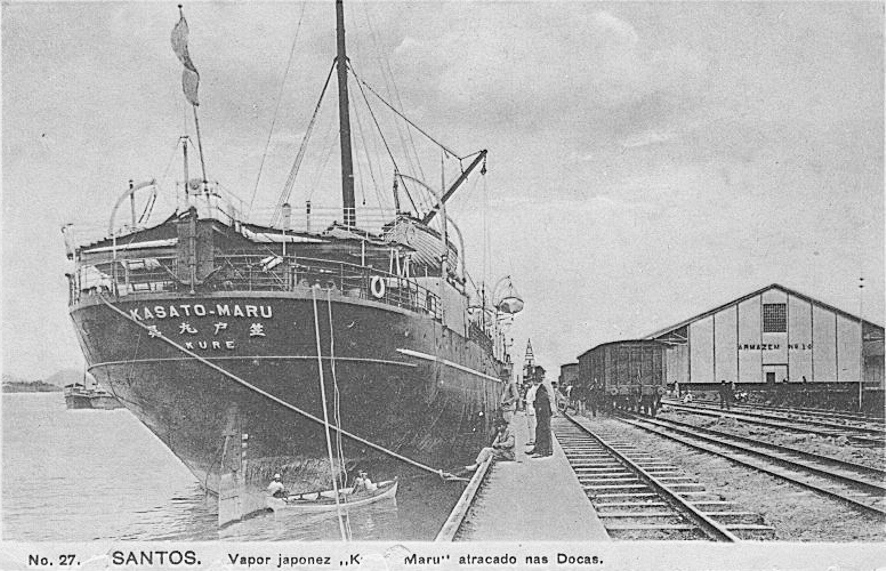
Kasato Maru en el puerto de Santos en 1908.

El Kasato Maru era originalmente un buque ruso llamado Kazán  que se utilizó como barco hospital durante la Guerra Ruso-Japonesa. A su final, pasó a mano de los japoneses como compensación de guerra. Fue adaptado para ser una embarcación de pasajeros y transportó a los soldados que habían luchado en Manchuria de regreso a Japón.
Luego comenzó a usarse para transportar inmigrantes japoneses a Hawái, en 1906, y a Perú y México, en 1907. 
En 1908, trajo el primer grupo oficial de inmigrantes japoneses a Brasil. El viaje comenzó en el puerto de Kobe y terminó, 52 días después, en el puerto de Santos, el 18 de junio de 1908. Vinieron 165 familias (781 personas) a trabajar a los  cafetales en el oeste del Estado de São Paulo.
Algunos inmigrantes japoneses llegaron a Brasil antes del Kasato Maru, e incluso fundaron una colonia agrícola en la Hacienda de Santo Antônio, en el actual municipio de Conceição de Macabu (en aquel entonces distrito de Macaé), en el estado de Río de Janeiro. Sin embargo, fue la llegada de este primer grupo traído por el Kasato Maru lo que inició un flujo continuo de inmigración de japoneses a Brasil.
Después de un tiempo, el Kasato Maru fue convertido en un buque carguero y regresó a Brasil, por segunda y última vez, en 1917, transportando carga al servicio de la Osaka Shosen Kaisha Line (OSK).
En 1942 fue requisado por la Armada Imperial Japonesa y pasó a integrar parte de la flota marítima de Japón en la Segunda Guerra Mundial como un buque carguero. El 9 de agosto de 1945, fue bombardeado por tres aviones rusos de 11:15 a 14:30. Luego se hundió en el mar de Bering en aguas rusas cercanas a la península de Kamchatka. Actualmente está sumergido a una profundidad de 18 metros y en buen estado de conservación.

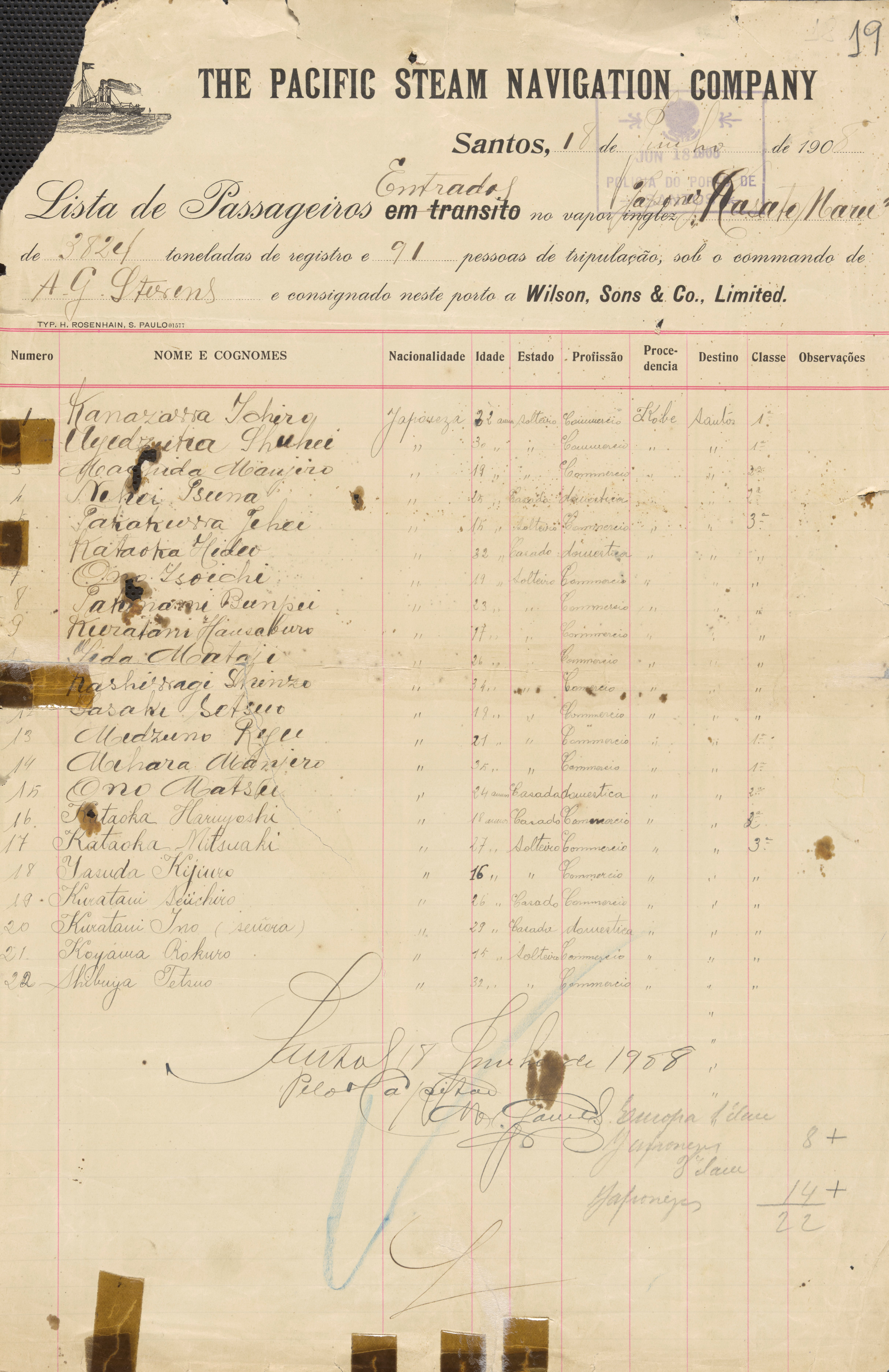
Primera página de la lista de pasajeros del Kasato Maru, trayendo los primeros inmigrantes japoneses a Brasil. Documento bajo custodia del Archivo Nacional (Brasil).

## Expedición de rescate
Se pretende llevar a cabo una expedición para recuperar algunas de sus piezas, como sus dos  anclas, que pesan alrededor de nueve toneladas cada una, el timón y la campana, para que sean expuestas en museos brasileños. La Armada de Brasil está dispuesta a participar en la operación y espera la autorización del gobierno ruso.
En febrero de 2016, el periódico Folha de S.Paulo informó que, en julio del mismo año, un equipo de la Sociedad Geográfica Rusa se sumergiría en el sitio de su naufragio para rescatar las piezas aún conservadas. Para convencer a los involucrados, era necesario darle a la operación un carácter biológico y climatológico, es decir, que fuera útil también para estudiar la biología marina local y los efectos del calentamiento global, en lugar de ser solo una expedición para recuperar artefactos históricos. Después de estar expuestas en Moscú y otras ciudades rusas, las piezas deberían seguir a Brasil en 2017. Su destino final no es seguro, pero la mayoría de ellas probablemente se quedará en los estados de  São Paulo y  Paraná, ya que han recibido la mayor cantidad de inmigrantes.